# Râul Plavățu
Râul Plavățu este un curs de apă, afluent al râului Jgheab. 

## Hărți
- Harta Județului Buzău